# Jesus Wants Me for a Sunbeam
«Jesus Wants Me for a Sunbeam» (с англ. — «Иисус хочет, чтобы я стал солнечным лучом») — песня первоначально записанная шотландской альтернативной рок-группой The Vaselines для их мини-альбома Dying for It. Представляет собой пародию на христианский детский гимн «I'll Be a Sunbeam», который содержит строчку «Jesus wants me for a sunbeam».
Песня была малоизвестна за пределами инди-поп-сцены, пока гранж-группа Nirvana не исполнила кавер-версию композиции на концерте серии «Unplugged» в ноябре 1993 года. Эта версия песни, впоследствии выпущенная на одноимённом альбоме и DVD — MTV Unplugged in New York, получила название «Jesus Doesn’t Want Me for a Sunbeam» (рус. «Иисус не хочет сделать меня солнечным лучом»). Композиция фигурирует в сборниках The Vaselines The Way of The Vaselines: A Complete History и All the Stuff and More (название на нем было изменено на «Jesus Doesn’t Want Me for a Sunbeam»).
В 2004 году состоялся релиз ещё двух песен записанных группой Nirvana, они были включены в состав бок-сета With the Lights Out. Первой из них была акустическая версия композиции, записанная в 1994 году в Европе, вторая представляла собой номер с электрогитарой, и размещалась на DVD этого издания. Впоследствии, еще одна версия песни фигурировала в качестве бонус-трека к переизданию Nevermind 2011 года c концерта в театре Парамаунта, выпущенном в честь 20-летия альбома.
В версии включённой в альбом MTV Unplugged in New York Курт Кобейн говорит: «Сейчас мы будем исполнять старую христианскую песню, вроде бы. Но, сделаем это как группа The Vaselines».
Элвис Костелло использовал строчку «Maybe Jesus wants you for a sunbeam» в песне «Alibi» из своего альбома When I Was Cruel, 2002 года.
В 2014 году немецкий музыкант Филлип Боа выпустил кавер-версию песни «Jesus Wants Me For a Sunbeam» в подарочном издании своего альбома Bleach House.